# Favorite Girl
Pistes de My World
One Time Down to Earth
Favorite Girl est une chanson du chanteur canadien Justin Bieber. La chanson a été écrite et produite par D'Mile, Antea Birchett, Anesha Birchett, et Delisha Thomas. Elle est sortie exclusivement sur iTunes, le 4 novembre 2009, en tant que quatrième single, et seconde sortie exclusivement numérique de son premier album studio, My World. La chanson a un tempo médium et a des teintes de synthpop et de R&B. Elle a commencé respectivement à la douzième et à la vingt-sixième place dans le Hit-Parade canadien et américain.

## La Chanson
En août 2009, la chanteuse de country pop Taylor Swift a utilisé la chanson One Time comme musique de fond pour le journal vidéo de sa tournée qu'elle a posté sur son compte officiel YouTube. En réponse à l'utilisation de sa chanson par Taylor Swift, Justin a publié une version acoustique inédite à l'époque de Favorite Girl sur son YouTube. Lorsqu'on l'interroge sur la manière dont il a appris que Taylor Swift utilisait sa chanson, Justin a déclaré : « c'était vraiment drôle parce que je l'ai appris par un fan. Je l'ai regardé et c'était hilarant! ». Justin et Taylor se sont ensuite rencontrés en personne au 2009 MTV Video Music Awards, et plus tard, elle l'a invité à venir sur sa tournée Fearless Tour pour son retour au Royaume-Uni.
La chanson a été écrite par Dernst "D'Mile" Emile II, Antea Birchett, Anesha Birchet, et Delisha Thomas. Emile a également reçu des crédits de production. La chanson a été enregistrée par Blake Eisemen aux Icon Studios à Atlanta, où vie actuellement Justin. Le mixage a été réalisé par Dave Pensado et Jaycen-Joshua Fowler, aux Larrabee Studios à North Hollywood en Californie. La chanson est devenue un sujet populaire et tendance sur Twitter le jour de sa sortie.

## Performances
Lors de la plupart des représentations de la chanson, Justin  chante sur la version acoustique. Justin a interprété la chanson pour la première fois lors de sa deuxième apparition dans The Ellen DeGeneres Show, le 3 novembre 2009, le jour où la chanson est sortie sur iTunes. En ce qui concerne sa performance, MTV News a loué la chanson en déclarant qu'elle était une « funky, groovy, swaggerific jam ». Justin a interprété la chanson lors du Fearless Tour, pendant l'hiver 2009, ainsi que pendant le Jingle Ball concerts et pendant un live sur MTV, dans lequel il a été nommé Artiste MTV de la semaine. Au cours du live MTV, il a interprété la chanson tout en jouant au piano électrique.

## Classements
La chanson est restée peu de temps dans le Billboard Hot 100 et dans le top 100 canadien en raison de sa distribution exclusive sur iTunes. Elle est rentrée dans le Hit-Parade aux États-Unis à la vingt-sixième place la semaine du 21 novembre 2009, et y est restée deux semaines. La même semaine, elle est rentrée à la quinzième place du Hit-Parade canadien, et y est restée aussi deux semaines. La chanson est ré-entrée au Canadian Hot 100, à la quatre-vingt-dix-neuvième position la semaine du 9 janvier 2009.
| Classement (2009)      | Pic dans les Hit-Parade |
| ---------------------- | ----------------------- |
| Canadian Hot 100       | 15                      |
| U.S. Billboard Hot 100 | 26                      |
| UK Singles Chart       | 76                      |